# Reserva mental
Há reserva mental quando um dos contratantes reserva-se, secretamente, a intenção de não cumprir o contrato. A reserva mental é combatida no Código Civil no seu artigo 110, onde dispõe que "a manifestação de vontade subsiste ainda que o seu autor haja feito a reserva mental de não querer o que manifestou, salvo se dela o destinatário tinha conhecimento".
Alguns doutrinadores a chamam de "Simulação Unilateral".

## Exemplos
- um autor declara que o produto da venda de seus livros será para fins filantrópicos, mas faz isso unicamente para granjear simpatia e assim fazer com que a venda seja boa; não poderá depois voltar atrás e não destinar o valor auferido para o fim anunciado;
- alguém vende imóvel supondo que a venda será anulada por vício de forma, como por exemplo a ausência de escritura pública; a venda do imóvel poderá até não estar perfectibilizada, mas a relação obrigacional persistirá.

## Reserva mental em teologia moral
O ensinamento tradicional dos teólogos morais é que a mentira é intrinsecamente má e, portanto, nunca é permitida. No entanto, há casos em que alguém também tem a obrigação de guardar segredos fielmente e, por vezes, a maneira mais fácil de cumprir esse dever é dizer o que é falso ou mentir. Escritores de todos os credos e de nenhum credo, tanto antigos como modernos, aceitaram francamente esta posição. Admitem a doutrina da “mentira da necessidade” e sustentam que quando há um conflito entre a justiça e a verdade é a justiça que deve prevalecer. O ensinamento católico comum formulou a teoria da reserva mental como um meio pelo qual as reivindicações tanto de justiça como de verdade podem ser satisfeitas.
Se não houver uma boa razão para o contrário, a verdade exige que todos falem franca e abertamente, de modo a serem compreendidos por aqueles a quem se dirige. Um pecado é cometido se as reservas mentais são usadas sem justa causa, ou nos casos em que o questionador tem direito à verdade nua e crua.